# Mirante do Paranapanema (ort)
Mirante do Paranapanema är en ort i Brasilien.   Den ligger i kommunen Mirante do Paranapanema och delstaten São Paulo, i den södra delen av landet, 800 km sydväst om huvudstaden Brasília. Mirante do Paranapanema ligger 446 meter över havet och antalet invånare är 9 387.
Terrängen runt Mirante do Paranapanema är huvudsakligen platt. Mirante do Paranapanema ligger uppe på en höjd. Runt Mirante do Paranapanema är det glesbefolkat, med 20 invånare per kvadratkilometer..
Trakten runt Mirante do Paranapanema består i huvudsak av gräsmarker.